# ちかのこ
『ちかのこ』は、らぐほのえりかによる日本の4コマ漫画である。pixivコミック (MANGA pixiv) にて連載中。
2018年（平成30年）3月に単行本第1巻と第2巻が同時に、そして同年7月に第3巻が発売された。単行本ではpixivコミックで読める話のほか、描きおろし漫画も掲載されている。ただし、第14話は単行本には掲載されていない。特装版は第3巻に「絵本風ミニ画集」が、第4巻に「らぐほのえりか スケッチブック レプリカ」が付属されている。
pixivチャットストーリーにて、作者本人によるスピンオフ作品も公開されている。

## あらすじ
少し陰気な女の子・千条ノコは、高校進学を機に念願の一人暮らしをスタートさせる。平穏な新生活を望むノコだったが、突如、新居の地下から地底人・内野チカが現れ、「地底人は嫌！」と大激怒。その上、天上人・天使ポイや、謎多き同級生・都合マキナまで家に押しかけ、毎日ドタバタ大騒ぎ。憧れの高校生活が一転、気がつけば一極集中〝百合はハーレム〟状態になってしまう。日常の中の非日常のような、非日常の中の日常のような、少しだけ不思議な百合ハーレムな物語。

## 登場人物

### 主要人物
千条 ノコ（ちじょう ノコ）
種族は地上人で、陰キャの黒髪の女の子。地底人がいない物件を探して、アパートの日当り良好な1階の角部屋に引っ越して、ひとり暮らしをはじめ、静かに落ち着いて暮らそうとしたが、床下から地底人があらわれ、一緒に暮らすことに。pixivchatstoryでは、部活（ポディシ部）をつくる予定が、ポイ、マキナ、メアの甘やかしすぎにより、狭間高等学校生徒会を創設し、ノコ自らが生徒会長になってしまう。テレビの流行特集を信じすぎてしまう。スマホのバッテリーが膨れ上がっぼポイの証言では爆発寸前だった。pixivchatstoryでは語尾によく｢だわね｣を付けていた。pixivchatstoryで、真夏にはエアコンを16℃にして下着姿で布団に入る｢冬眠ごっこ｣をすることが判明。単行本3巻おまけでは昔｢クロ｣と名づけた猫を飼っていたものの1日で親にバレてしまっていたことが明らかになった。チカが誰かに奪われそうになると混乱状態に陥ったり嫉妬したりする。姉アレルギー（通称アネルギー）を持っていてそのアレルギー反応は杏音のポスターを見るだけで気絶したり、銭湯の煙突まで逃げたり、杏音が｢Bung!｣と言って発砲する真似をすると爆発したり、ハグで気絶したりするほど。生徒会長。年齢は15歳の高校一年生で、誕生日は3月21日。血液型はA型。身長は152cm。体重は43kg。スリーサイズはトップシークレット。性格は、人見知りで見栄っ張りで内弁慶。好きなものは料理と食玩と懸賞で、苦手なものは陽キャ。好きな食べ物は煮物で、苦手な食べ物は生もの。好きな色は青色。好きな映画は、ショーシャンクの空に。名前の由来はヘコたれない（No!KO!）という意味。杏音という名の姉がいる。
第6話以降、髪型はロングになっている。
内野 チカ（うちの チカ）
種族は地底人で、アホ毛の女の子。ノコが引っ越したアパートの床下にひとりきりで住んで暮らしていた地底人。地底の部屋の壁からはゴボウが生えているらしい。ノコのことが大好き。アホ毛が弱点。ポイとは犬猿の仲でノコがポイに襲われそうになるとポイを攻撃して阻止する。実家は厚木。貧乏。チカがティッシュを入れっぱなしの状態の洗濯物を洗濯機に入れ、ノコが知らずに洗濯機を回したので、1回目は物干し竿で干され、2回目はチカが洗濯機の中に入れられた状態でノコに洗濯機を回され、台風となった。単行本1巻おまけでは温泉を掘り当てた。サメを捕まえた経験あり。生徒会庶務。年齢はノコと同じ15歳の高校一年生。誕生日は5月5日。血液型はO型。身長は145cm。体重は40kg。ちっぱいな幼児体型である。性格は、自由奔放で、なんとかなるさ。特技は、黒チカ化。好きなものはゲームとノコちゃんで、苦手なものはモグラ。好きな食べ物はゴボウとノコの料理で、苦手な食べ物はレンコン。人参も嫌いらしい。好きな色はイエロー。好きなゲームは『GTA』、『スカイリム』、任天堂のゲーム。
天使 ポイ（あまつか ポイ）
種族は天上人で、金髪のお金持ち。幼なじみに亡藤メアや、知り合いに海野サチがいる。ノコのことが大好き。千条杏音のことを｢杏姉｣と呼ぶ。弱点は羽。チカとは犬猿の仲であり、ノコにわいせつ行為をしようとするとチカに羽根をかじられたり、とても執念深く舐められたりする。チカと一対一で闘うと必ず負けてしまう。生徒会会計。単行本4巻第32話で瞬間ブラホック外しを身につけるも、マキナにはブラとパンツを瞬時に脱ぎ取られ大敗。発明も得意で、クローンで子孫のパイや、「エロニナール錠」、「エロニナール軟膏」、「ぞうしょくん」を発明。天使財閥の御曹司。子会社の一つである天使製薬は、ポイの発明品の「エロニナール錠」と「エロニナール軟膏」を販売。年齢は15歳の高校一年生。誕生日は12月24日。血液型はO型。身長は155cm。体重は47kg。性格はさみしがり。特技は料理。好きなものはノコとクマのぬいぐるみで、苦手なものは虫。好きな食べ物はパンとたまごで、苦手な食べものはセロリ。好きな色はピンク色。好きな漫画は少女コミック全般。
都合 マキナ（つごう マキナ）
種族は地上人（神［百合の神様］）で、ノコの隣人。数億年前からビジュアルはそんなに変わらないらしい。単行本3巻第26話からノコ中心の百合ハーレム計画を計画中。また、pixivchatstoryではマキナ先生としても何回か登場した。生徒会副会長。少しネタが古い時もある。年齢はノコと同じ15歳の高校一年生。誕生日は百合の日である6月25日。血液型はAB型。身長152cm、体重43kgでノコと同期している。性格はマイペースで収集家でこだわりがあり、実は結構わがままである。特技は情報操作と世界作り。好きなものは読書と女の子の恋愛と地球で、苦手なものは思い通りにいかないこと。好きな食べ物はハンバーガーで、嫌いな食べ物は特にない。好きな色は赤色と緑色。好きな物語はグリム童話、イソップ童話、アンデルセン童話、地方に伝わる民話などなど。
亡藤 メア（ないとう メア）
種族は悪魔。単行本第2巻第13話で登場し、後に4人と同じ高校に転校する。ポイとは登場前から既に知り合いだった。寿命と引き換えにお金をもらえるという悪魔の大変お得な契約で色々な所をまわっているらしい。単行本4巻第29話でノコの誤った発言により、脳内設定では結婚予定らしい。単行本4巻第31話でノコ達の住むアパートに引っ越してきた。悪魔なので、サキュバスのような思考も持っている。生徒会書記。年齢は15歳の高校一年生。誕生日は6月13日。血液型はB型。身長は158cm、体重は48kgでノコと同期している。性格は几帳面で押しに弱い。特技はスポーツ全般。好きなものは猫で、苦手なものは犬。好きな食べ物はチョコレートパフェで、苦手な食べ物は熱いうどん。好きな色は紫。好きな音楽はクラシック。
クロ
種族は猫。単行本第5巻第34話で登場した。元はノコが小学生のころ拾ってきた猫だったが、親にばれて知り合いに引き取られた。それから数年後、ノコに会いたくて人間化して再会した。その後ノコハウスに住み、同じ高校に通っている。

### その他の人物
海野 サチ（うみの サチ）
種族は海底人。単行本第2巻第11話、単行本3巻第22話で登場。ポイの友達。友だちに泳ぐと光速を超える亀がいる。たくさんの海洋生物と暮らしている。現住所はアトランティス。カニの執事がいる。家にいると時を忘れて何百年と時が経ってしまう。
千条 杏音（ちじょう あんね）
種族は地上人（姉）で、ノコの姉。モデルをやっている。顔はノコとよく似ているが、陽キャ。年齢は17歳の高校二年生。誕生日は4月7日。血液型はA型。身長は161cm。体重は44kg。特技はダンス。好きなものは妹（ノコ）で、苦手なものは特になし。好きな食べ物はパンケーキ。好きな音楽はEDM。趣味は旅行と変装。好きなお出かけスポットは夢とか希望とかのディスティニーランド、ノコの家。
なお、妹が自分に対してアレルギー反応を起こしていることに気付いていないらしい。
ラブバニ
歌ったり踊ったり何でもできるウサギのような生命体アイドル。メンバーはラブバニ、ジャスパー、コシュマール、オートサム。
地底人の島の長老
伝統的な髪型と衣装を身につけている。森の賢者ならぬ島の賢者のような知恵のある老人。
マキナ先生
pixivchatstoryに登場したマキナのもう1つの顔。マキナが渦巻きのあるメガネをかけた状態。弟子としてメアが｢ちかのこ～チャットストーリー～｣(pixivchatstory)で登場した。講座やお悩み相談教室を行った。マキナ先生が主役の回は計5回。その他の回でも何回か登場した。質問をするのが出来る人は百合の女性のみらしい。
ノコちゃんズ
同人誌の「ノコちゃんズのアイラブユーだわね！」でポイの発明品「ぞうしょくん」により増殖して誕生したノコ。初めは「恋心」、「好奇心」、「性欲」、「理性」の4人だったが、のちにポイが「性欲」のノコを増殖させすぎてしまい、後から増殖した「性欲」ノコが街中で女性をナンパする。増えすぎたノコちゃんズは新天地を目指してみな地球を出ていった。
パイ
未来で会ったポイの子孫。本当はポイによって作り出されたクローン。ノコのDNA（髪の毛から採取）も含まれている。名前はチカがつけた。タイムマシンもつくれる。

## 書誌情報
- らぐほのえりか『ちかのこ』廣済堂出版（E☆2コミックス）、既刊6巻（2021年（令和3年）4月30日現在）
  1. 2018年（平成30年）3月10日発売、ISBN 978-4-3319-0190-8
  2. 2018年（平成30年）3月10日発売、ISBN 978-4-3319-0191-5
  3. 2018年（平成30年）7月7日発売、ISBN 978-4-331-90196-0（通常版） / ISBN 978-4-331-90195-3（特装版）
  4. 2019年（平成31年）2月22日発売、ISBN 978-4-331-90214-1（通常版） / ISBN 978-4-331-90213-4（特装版）
  5. 2020年（令和2年）5月1日発売、ISBN 978-4-331-90238-7（通常版） / ISBN 978-4-331-90237-0（特装版）
  6. 2021年（令和3年）4月30日発売、ISBN 978-4-331-90255-4（通常版） / ISBN 978-4-331-90254-7（特装版）